# 4654 Gorʹkavyj
4654 Gorʹkavyj este un asteroid din centura principală, descoperit pe 11 septembrie 1977 de Nikolai Cernîh.